# Seynesiopeltis
Seynesiopeltis is een monotypisch geslacht in de familie Microthyriaceae. Het bevat alleen Seynesiopeltis tetraplasandrae.